# فرودگاه شهرستان والدن–جکسون
فرودگاه والدن-جکسون کانتی  (به انگلیسی: Walden-Jackson County Airport)  یک فرودگاه همگانی باربری  است که یک باند فرود آسفالت دارد و طول باند آن ۱۷۹۹ متر است. این فرودگاه در  کشور ایالات متحده آمریکا قرار دارد و در ارتفاع ۲۴۸۵ متری از سطح دریا واقع شده است.